# Nashville (Georgia)
Nashville – miasto w Stanach Zjednoczonych, w stanie Georgia, siedziba administracyjna hrabstwa Berrien.